# Prnjavor (żupania bielowarsko-bilogorska)
Prnjavor – wieś w Chorwacji, w żupanii bielowarsko-bilogorskiej, w gminie Kapela. W 2011 roku liczyła 22 mieszkańców.